# Polypedilum trigonus
Polypedilum trigonus är en tvåvingeart som beskrevs av Henry Keith Townes, Jr. 1945. Polypedilum trigonus ingår i släktet Polypedilum, och familjen fjädermyggor. Arten är reproducerande i Sverige.